# Mitar Perušić
Mitar Perušić, rođen je 1973. godine u Lukavcu kod Tuzle, gdje je i završio srednju elektrotehničku školu.

## Biografija
Početkom ratnih dešavanja na prostorima bivše Jugoslavije i BiH 1992. godine dolazi u Zvornik. Diplomirao je na Tehnološkom fakultetu, Univerziteta u Istočnom Sarajevu, kao student generacije, a magistrirao i doktorirao na Tehnološkom fakultetu, Univerziteta u Banjoj Luci. Ima više objavljenih naučno-istraživačkih radova iz oblasti hemijske tehnologije, hemijskog inženjerstva, menadžmenta tehnologijom i projektima.
Biran je u zvanja asistenta, višeg asistenta, docenta i najmlađeg redovnog profesora na Tehnološkom fakultetu u Zvorniku, Univerziteta u Istočnom Sarajevu. Bio je predavač na Ekonomskom fakultetu u Istočnom Sarajevu na poslediplomskom studiju, te angažovan kao saradnik na Prirodno-matematičkom fakultetu u Banjoj Luci. Učestvovao je ili vodio više međunarodnih projekata. Konsultant je za više preduzeća i organizacija.
Oženjen je i otac je sina i  ćerke.